# Paul Cohrs

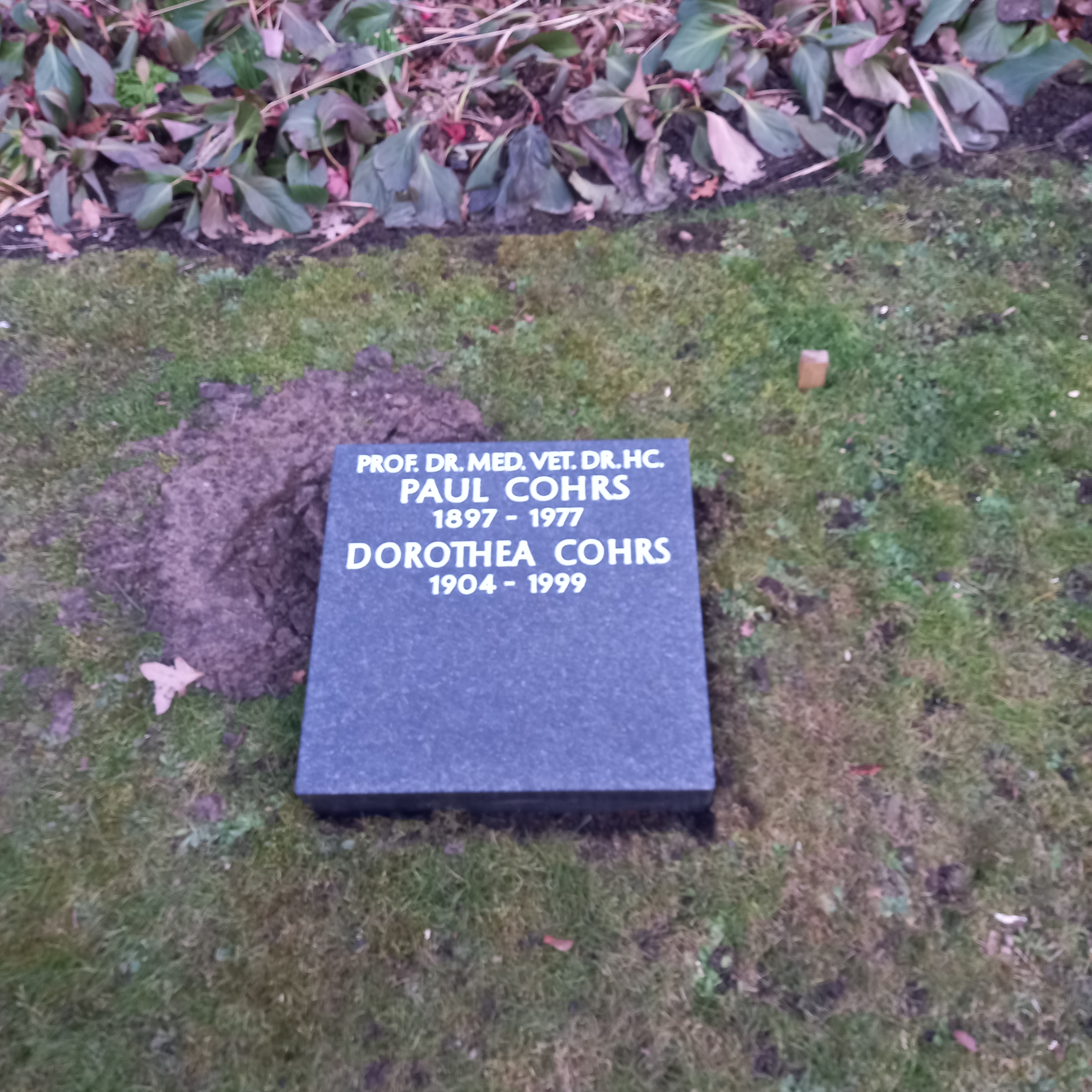
Grab von Paul Cohrs und seiner Ehefrau Dorothea auf dem Stadtfriedhof Engesohde in Hannover

Paul Wilhelm Christof Cohrs (* 22. März 1897 in Oederan; † 20. April 1977 in Ucova) war ein deutscher Tierarzt und Hochschullehrer in Leipzig und Hannover.

## Leben
Cohrs studierte Naturwissenschaften und Veterinärmedizin an der Universität Leipzig und der Tierärztlichen Hochschule Dresden bis zur Promotion 1923. Seit 1927 lehrte er als Privatdozent für Pathologie und Pathologische Anatomie der Tiere an der Veterinärmedizinischen Fakultät der Universität Leipzig, seit 1928 dort als planmäßiger außerordentlicher Professor für Veterinär-Histologie. 1937 wechselte er als ordentlicher Professor für Pathologie an die Tierärztliche Hochschule Hannover. 1933 unterzeichnete er das Bekenntnis der deutschen Professoren zu Adolf Hitler. Cohrs war 1951 Gründungsmitglied der Deutschen Veterinärmedizinischen Gesellschaft. 1962 wurde er Mitglied der Leopoldina. Seine Handbücher wurden in viele Sprachen übersetzt.

## Schriften
- (Hrsg.): Zeitschrift für Versuchstierkunde
- Lehrbuch der speziellen pathologischen Anatomie der Haustiere. 3. Auflage. Jena 1949.
- (Hrsg.): Pathologie der Laboratoriumstiere. 2 Bände. Berlin u. a. 1958.
- Lehrbuch der allgemeinen Pathologie für Tierärzte und Studierende der Tiermedizin. Begr. von Theodor Kitt. Bearb. von Paul Cohrs u. a. Enke, Stuttgart 1971.